# David Ellefson
David Warren Ellefson (12 de novembre de 1964, Minnesota), és un baixista conegut per pertànyer a la banda de thrash metal Megadeth, on va tocar des de 1984 fins al 2002, i novament des de febrer de 2010 fins a l'actualitat.

## Biografia
Va començar a aprendre música cap als set o vuit anys tocant l'orgue i va aprendre a llegir música gràcies a aquest instrument. Més tard va provar amb el saxòfon i als onze va començar a interessar-se pel baix després de veure un concert de Kiss.
Fou part de la formació inicial del grup Megadeth i, després de Dave Mustaine, un dels que més va durar en el grup fins que una tendinitis al braç de Dave Mustaine va produir la separació dels seus membres i la dissolució del grup l'any 2002.
Després de la recuperació de Mustaine, aquest va intentar que Ellefson tornés a Megadeth, i al final es van veure involucrats en una disputa legal.
El 2003 va gravar al disc Prophecy de Soulfly, del grup de l'antic membre de Sepultura Max Cavalera. En aquell mateix any, s'ajunta amb en Steve Conley i Dave Small, amb qui forma F5, grup al que més tard s'uniria l'ex-Sickspeed Dale Steele i John Davis. A part de F5, Ellefson forma part de Killing Machine i Temple Of Brutality, i toca el baix a Avian, grup del qual és productor. També va contribuir a la banda de metal progressiu "The Alien Blakk". A mitjans dels noranta va produir el cinquè àlbum dels estatunidencs Helstar, titulat Multiples Of Black.
El 2006 es va unir a Power Quest, després de la marxa del baixista i fundador de la banda Steve Scott. Després de vuit anys fora de Megadeth, el 8 de febrer de 2010 es confirma a través de la pàgina web de Megadeth que Ellefson torna a formar parte de la seva formació. I es parla que estan creant un nou projecte que pensen treure l'any 2011.